# 曹芃生
曹芃生（1930年—），男，河北乐亭人，中国人民解放军上将。

## 生平
1948年，加入中国人民解放军，并任东北野战军师宣传队副分队长，参加辽沈战役、平津战役。之后历任团政治处、军政治部保卫干事、师政治部保卫科副科长、军事检察院检察长、团政治委员，师副政治委员、山东省军区政委、济南军区副政委。1990年4月，担任兰州军区政委。同年晋升中将军衔，1994年晋升上将。